# I liga argentyńska w piłce nożnej (1998/1999)
Dwukrotnie mistrzem Argentyny, zarówno turnieju Apertura, jak i turnieju Clausura w sezonie 1998/1999 został Boca Juniors. Wicemistrzem Argentyny turnieju Apertura został klub Gimnasia y Esgrima La Plata, natomiast wicemistrzem Argentyny turnieju Clausura został klub River Plate.
Do Copa Libertadores w roku 2000 zakwalifikowały się następujące kluby:
- Boca Juniors
- River Plate
- San Lorenzo de Almagro
- Rosario Central

Do Copa Mercosur w roku 1999 zakwalifikowało się z Argentyny sześć klubów:
- River Plate
- Racing Club de Avellaneda
- Independiente
- CA Vélez Sarsfield
- San Lorenzo de Almagro
- Boca Juniors

Tabela spadkowa zadecydowała o tym, które kluby spadną do drugiej ligi (Primera B Nacional Argentina). Spadły kluby, które w tabeli spadkowej zajęły dwa ostatnie miejsca – CA Platense i CA Huracán. Na ich miejsce awansowały dwie najlepsze drużyny z drugiej ligi – Instituto Córdoba i Chacarita Juniors.

## Torneo Apertura 1998/1999

### Apertura 1
| Data             | Mecz |
| ---------------- | --- |
| 7 sierpnia 1998  | San Lorenzo de Almagro – CA Platense 2:2 Ariel Alfredo Montenegro, Néstor Gorosito (k) – Claudio Ariel Spontón, Fabio Gabriel Lenguita                                           |
| 8 sierpnia 1998  | Talleres Córdoba – Racing Club de Avellaneda 2:4 Andrés Ernesto Gaitán s, Roberto Martín Gorocito – Diego Raúl Capria, Diego Latorre (2), Gonzalo Daniel Gaitán                  |
| 9 sierpnia 1998  | River Plate – Vélez Sarsfield 1:1 Juan Antonio Pizzi – Patricio Alejandro Camps                                                                                                  |
| 9 sierpnia 1998  | Estudiantes La Plata – CA Colón 2:0 Mauricio Hugo Piersimone (2) |
| 9 sierpnia 1998  | Rosario Central – Newell’s Old Boys 1:1 Germán Ezequiel Rivarola – Julio Zamora                                                                                                  |
| 9 sierpnia 1998  | Club Atlético Lanús – CA Huracán 3:1 José Luis Marzo, Gonzalo Luis Belloso, Juan José Serrizuela – Sixto Peralta                                                                 |
| 9 sierpnia 1998  | Unión Santa Fe – Gimnasia y Esgrima La Plata 3:2 Darío Alberto Gigena, Carlos Martín Mazzoni, Daniel Noriega – Rubén Darío Ferrer, Ariel Gustavo Pereyra                         |
| 9 sierpnia 1998  | Ferro Carril Oeste – Boca Juniors 2:4 Ariel Alberto Giaccone (k), Leonel Héctor Martens – Nicolás Sartori s, Fernando Rodolfo Navas, Martín Palermo, Juan Román Riquelme         |
| 10 sierpnia 1998 | Argentinos Juniors – Gimnasia y Esgrima Jujuy 2:2 Hugo Brizuela (k), Diego Fernando Markic – Mario Humberto Lobo (2) mecz rozegrany został na stadionie klubu Ferro Carril Oeste |
| 23 września 1998 | Independiente – Belgrano Córdoba 4:2 Claudio Fernando Graf (2), Víctor Manuel López, Sebastián Diego Pena – Claudio Marcelo Enría, Luis Ernesto Sosa                             |

### Apertura 2
| Data             | Mecz |
| ---------------- | --- |
| 14 sierpnia 1998 | Vélez Sarsfield – Estudiantes La Plata 2:0 Darío Fernando Husaín (2) |
| 15 sierpnia 1998 | Newell’s Old Boys – Independiente 2:1 Daniel Fernando Fagiani (2, 1k) – Mauricio Fabio Hanuch                                                                                    |
| 16 sierpnia 1998 | Argentinos Juniors – River Plate 0:1 Juan Pablo Ángel mecz rozegrany został na stadionie klubu Ferro Carril Oeste                                                                |
| 16 sierpnia 1998 | CA Colón – San Lorenzo de Almagro 2:0 Esteban Óscar Fuertes, Rodolfo Gustavo Aquino                                                                                              |
| 16 sierpnia 1998 | CA Platense – Talleres Córdoba 1:0 Walter Adrián Jiménez |
| 16 sierpnia 1998 | Racing Club de Avellaneda – Rosario Central 3:5 Diego Latorre (2), Marcelo Delgado – Eduardo Bustos Montoya, Germán Ezequiel Rivarola, Sebastián Gonzalo Flores, Líber Vespa (2) |
| 16 sierpnia 1998 | Belgrano Córdoba – Club Atlético Lanús 0:1 Mariano Antonio Fernández |
| 16 sierpnia 1998 | CA Huracán – Unión Santa Fe 1:1 Sixto Peralta – Roberto Luis Trotta |
| 16 sierpnia 1998 | Boca Juniors – Gimnasia y Esgrima Jujuy 3:2 Diego Cagna, Martín Palermo, Juan Román Riquelme – Martín Palermo s, Diego Gastón Ordóñez                                            |
| 17 sierpnia 1998 | Gimnasia y Esgrima La Plata – Ferro Carril Oeste 2:1 Fernando Nicolás Gatti, Facundo Sava – Christian Raúl Chaparro                                                              |

### Apertura 3
| Data             | Mecz |
| ---------------- | --- |
| 21 sierpnia 1998 | Ferro Carril Oeste – CA Huracán 1:3 Sergio Esteban Rodríguez – Andrés César Mércuri s, Daniel Montenegro, Marcos Ignacio Barlatay                                                                        |
| 22 sierpnia 1998 | Estudiantes La Plata – River Plate 1:0 Luciano Galletti |
| 23 sierpnia 1998 | Boca Juniors – Argentinos Juniors 2:2 Martín Palermo (2, 1k) – Jorge Roberto Quinteros (2) |
| 23 sierpnia 1998 | San Lorenzo de Almagro – Vélez Sarsfield 0:0 |
| 23 sierpnia 1998 | Talleres Córdoba – CA Colón 2:1 Roberto Martín Gorocito, José Alfredo Zelaya – Diego Castagno Suárez |
| 23 sierpnia 1998 | Rosario Central – CA Platense 2:0 Walter Gaitán (2) |
| 23 sierpnia 1998 | Independiente – Racing Club de Avellaneda 0:2 Marcelo Delgado, Ángel Alejandro Morales mecz przerwany w 38 minucie z powodu awarii światła, dokończony 26 sierpnia 1998                                  |
| 23 sierpnia 1998 | Unión Santa Fe – Belgrano Córdoba 3:0 Carlos Martín Mazzoni, Darío Gabriel Cabrol (k), Norberto Antonio Fernández                                                                                        |
| 23 sierpnia 1998 | Gimnasia y Esgrima Jujuy – Gimnasia y Esgrima La Plata 1:2 Mario Humberto Lobo – Facundo Sava, Jorge Héctor San Esteban                                                                                  |
| 24 sierpnia 1998 | Club Atlético Lanús – Newell’s Old Boys 0:1 Gastón Ricardo Liendo |
| 26 sierpnia 1998 | Independiente – Racing Club de Avellaneda 1:3 Raúl Alfredo Cascini – Marcelo Delgado, Ángel Alejandro Morales, Pablo Marcelo Bezombe dokończenie pozostałych 52 minut meczu przerwanego 23 sierpnia 1998 |

### Apertura 4
| Data             | Mecz |
| ---------------- | --- |
| 28 sierpnia 1998 | Vélez Sarsfield – Talleres Córdoba 3:0 José Luis Chilavert (k), Fernando Daniel Pandolfi (2)                                                        |
| 29 sierpnia 1998 | Newell’s Old Boys – Unión Santa Fe 0:0 |
| 30 sierpnia 1998 | River Plate – San Lorenzo de Almagro 3:4 Juan Pablo Ángel (2), Cristian Gastón Castillo – Federico Basavilbaso, Alberto Acosta (2), Néstor Gorosito |
| 30 sierpnia 1998 | Gimnasia y Esgrima La Plata – Boca Juniors 0:0 |
| 30 sierpnia 1998 | CA Colón – Rosario Central 4:0 Esteban Óscar Fuertes (k), Gustavo Sandoval, Manuel Santos Aguilar, Víctor Javier Müller                             |
| 30 sierpnia 1998 | CA Platense – Independiente 1:4 Alberto Javier Godoy – José Luis Calderón (k), Pablo Carlos Erbín s, Raúl Alfredo Cascini, Óscar Sánchez            |
| 30 sierpnia 1998 | Racing Club de Avellaneda – Club Atlético Lanús 2:2 Pablo Marcelo Bezombe, Marcelo Delgado (k) – José Luis Marzo (2)                                |
| 30 sierpnia 1998 | Belgrano Córdoba – Ferro Carril Oeste 1:0 Luis Ernesto Sosa                                                                                         |
| 30 sierpnia 1998 | CA Huracán – Gimnasia y Esgrima Jujuy 3:2 Sixto Peralta, Gustavo Martín Chacoma, Andrés Silvera – Carlos Morales Santos, Mario Humberto Lobo        |
| 31 sierpnia 1998 | Argentinos Juniors – Estudiantes La Plata 0:0 mecz rozegrany został na stadionie klubu Ferro Carril Oeste                                           |

### Apertura 5
| Data            | Mecz |
| --------------- | --- |
| 4 września 1998 | Unión Santa Fe – Racing Club de Avellaneda 1:0 Darío Gabriel Cabrol |
| 5 września 1998 | Independiente – CA Colón 0:0 |
| 6 września 1998 | Talleres Córdoba – River Plate 3:1 Cristian Miguel Pino, Diego Héctor Garay, Rodrigo Daniel Astudillo – Gustavo Alejandro Lillo s                                              |
| 6 września 1998 | San Lorenzo de Almagro – Estudiantes La Plata 0:0 |
| 6 września 1998 | Boca Juniors – CA Huracán 6:2 Fernando Rodolfo Navas, Martín Palermo (2, 1k), Christian Giménez, Guillermo Barros Schelotto, José Basualdo – Daniel Montenegro, Andrés Silvera |
| 6 września 1998 | Gimnasia y Esgrima La Plata – Argentinos Juniors 1:1 Facundo Sava – Hugo Brizuela (k)                                                                                          |
| 6 września 1998 | Rosario Central – Vélez Sarsfield 1:2 Walter Gaitán – Flavio Gabriel Zandoná, Fernando Daniel Pandolfi                                                                         |
| 6 września 1998 | Club Atlético Lanús – CA Platense 1:0 Hugo Morales |
| 6 września 1998 | Gimnasia y Esgrima Jujuy – Belgrano Córdoba 2:2 Marco Sandy, Carlos Morales Santos – Adrián Rodrigo Ávalos, José Luis Villarreal                                               |
| 7 września 1998 | Ferro Carril Oeste – Newell’s Old Boys 1:1 Ariel Alberto Giaccone (k) – Daniel Fernando Fagiani                                                                                |

### Apertura 6
| Data             | Mecz |
| ---------------- | --- |
| 11 września 1998 | Argentinos Juniors – San Lorenzo de Almagro 1:5 Jorge Roberto Quinteros – Raúl Enrique Estévez (3), Eduardo Germán Coudet, Alberto Acosta (k) mecz rozegrany został na stadionie klubu Ferro Carril Oeste |
| 12 września 1998 | Racing Club de Avellaneda – Ferro Carril Oeste 1:0 Facundo Villalba |
| 13 września 1998 | River Plate – Rosario Central 1:1 Juan Pablo Sorín – Germán Gabriel Gerbaudo |
| 13 września 1998 | Estudiantes La Plata – Talleres Córdoba 2:0 Leonardo Óscar Mas, Ernesto Farías |
| 13 września 1998 | Belgrano Córdoba – Boca Juniors 2:4 Claudio Marcelo Enría, Luis Fabián Artime – Fernando Ortiz, Martín Palermo (2), Guillermo Barros Schelotto                                                            |
| 13 września 1998 | CA Huracán – Gimnasia y Esgrima La Plata 1:2 Daniel Montenegro – Sebastián Ariel Romero, Pedro Troglio |
| 13 września 1998 | Vélez Sarsfield – Independiente 1:1 Flavio Gabriel Zandoná – Daniel Óscar Garnero |
| 13 września 1998 | CA Colón – Ferro Carril Oeste 0:0 |
| 13 września 1998 | Newell’s Old Boys – Gimnasia y Esgrima Jujuy 0:0 |
| 14 września 1998 | CA Platense – Unión Santa Fe 2:5 Juan Pablo Cárdenas s, Pablo Carlos Erbín – Darío Alberto Gigena (2), Fernando Martín Pérezlindo, Matías Donnet, Germán Pablo Castillo                                   |

### Apertura 7
| Data             | Mecz |
| ---------------- | --- |
| 18 września 1998 | CA Huracán – Argentinos Juniors 1:3 Mariano Ramón Toedtli – Hugo Brizuela (2, 2k), Jorge Roberto Quinteros                               |
| 19 września 1998 | Gimnasia y Esgrima Jujuy – Racing Club de Avellaneda 1:1 Carlos Morales Santos – Ángel Alejandro Morales                                 |
| 20 września 1998 | Independiente – River Plate 2:1 Daniel Óscar Garnero (k), Christian Gómez – Juan Antonio Pizzi                                           |
| 20 września 1998 | Rosario Central – Estudiantes La Plata 2:1 Darío Óscar Scotto (2) – Martín Alejandro Fúriga                                              |
| 20 września 1998 | Talleres Córdoba – San Lorenzo de Almagro 2:2 Rodrigo Daniel Astudillo, Diego Héctor Garay – Claudio Darío Biaggio, Raúl Enrique Estévez |
| 20 września 1998 | Boca Juniors – Newell’s Old Boys 2:1 Martín Palermo (2) – Daniel Fernando Fagiani                                                        |
| 20 września 1998 | Gimnasia y Esgrima La Plata – Belgrano Córdoba 3:1 Gustavo Enrique Reggi (2), Sebastián Ariel Romero – Christian Enrique Ruffini         |
| 20 września 1998 | Unión Santa Fe – CA Colón 0:2 Esteban Óscar Fuertes, Pablo Javier Ricchetti                                                              |
| 21 września 1998 | Club Atlético Lanús – Vélez Sarsfield 0:2 Darío Fernando Husaín, Patricio Alejandro Camps                                                |
| 21 września 1998 | Ferro Carril Oeste – CA Platense 1:1 Hugo Romeo Guerra – Alberto Javier Godoy                                                            |

### Apertura 8
| Data             | Mecz |
| ---------------- | --- |
| 25 września 1998 | River Plate – Club Atlético Lanús 0:1 Martín Raúl Vilallonga                                                                                     |
| 26 września 1998 | Estudiantes La Plata – Independiente 4:1 Rodolfo Esteban Cardoso (k), Ernesto Farías (2), Juan Manuel Azconzábal – Óscar Sánchez (k)             |
| 27 września 1998 | San Lorenzo de Almagro – Rosario Central 4:1 Alberto Acosta, Néstor Gorosito, Raúl Enrique Estévez, Iván Córdoba – Darío Óscar Scotto            |
| 27 września 1998 | Argentinos Juniors – Talleres Córdoba 2:0 Hugo Brizuela (k), Damián Gonzalo Facciuto mecz rozegrany został na stadionie klubu Ferro Carril Oeste |
| 27 września 1998 | Racing Club de Avellaneda – Boca Juniors 1:1 Claudio Fernando Úbeda – Rodolfo Arruabarrena                                                       |
| 27 września 1998 | Belgrano Córdoba – CA Huracán 1:1 Luis Fabián Artime – Andrés Silvera                                                                            |
| 27 września 1998 | Vélez Sarsfield – Unión Santa Fe 2:2 José Luis Chilavert (2, 1k) – Darío Alberto Gigena, Darío Gabriel Cabrol (k)                                |
| 27 września 1998 | CA Colón – Ferro Carril Oeste 3:1 Víctor Javier Müller (2), Manuel Santos Aguilar – Sergio Esteban Rodríguez                                     |
| 27 września 1998 | CA Platense – Gimnasia y Esgrima Jujuy 1:3 José Chatruc – Mario Humberto Lobo (2), Carlos Morales Santos                                         |
| 28 września 1998 | Newell’s Old Boys – Gimnasia y Esgrima La Plata 0:0                                                                                              |

### Apertura 9
| Data                | Mecz |
| ------------------- | --- |
| 2 października 1998 | Gimnasia y Esgrima La Plata – Racing Club de Avellaneda 0:2 Diego Latorre, Rodolfo Ramón García                                                                               |
| 3 października 1998 | Unión Santa Fe – River Plate 1:1 Daniel Noriega – Juan Antonio Pizzi |
| 3 października 1998 | Rosario Central – Talleres Córdoba 1:1 Marcelo Carracedo – Diego Héctor Garay                                                                                                 |
| 4 października 1998 | Independiente – San Lorenzo de Almagro 3:1 Christian Gómez, Mauricio Fabio Hanuch, Claudio Fernando Graf – Néstor Gorosito (k)                                                |
| 4 października 1998 | Boca Juniors – CA Platense 3:0 José Basualdo, Juan Román Riquelme, Walter Samuel                                                                                              |
| 4 października 1998 | CA Huracán – Newell’s Old Boys 3:2 Sixto Peralta (2), Gustavo David Mhamed – Diego Jesús Quintana, Gastón Ricardo Liendo                                                      |
| 4 października 1998 | Belgrano Córdoba – Argentinos Juniors 2:2 Claudio Marcelo Enría, Cristián Gabriel Carnero (k) – Hugo Brizuela (2)                                                             |
| 4 października 1998 | Ferro Carril Oeste – Vélez Sarsfield 2:1 Hugo Romeo Guerra, Mario Darío Grana – Darío Fernando Husaín                                                                         |
| 4 października 1998 | Gimnasia y Esgrima Jujuy – CA Colón 3:3 Fernando Casartelli, Carlos Morales Santos, Martín Mariano Boasso – Nelson Omar Agoglia, Diego Castagno Suárez, Esteban Óscar Fuertes |
| 5 października 1998 | Club Atlético Lanús – Estudiantes La Plata 2:1 Martín Raúl Vilallonga, José Luis Marzo – Juan Manuel Azconzábal                                                               |

### Apertura 10
| Data                 | Mecz |
| -------------------- | --- |
| 9 października 1998  | Vélez Sarsfield – Gimnasia y Esgrima Jujuy 1:1 Darío Fernando Husaín – Mario Humberto Lobo                                                                       |
| 10 października 1998 | Talleres Córdoba – Independiente 1:0 Diego Héctor Garay |
| 10 października 1998 | CA Colón – Boca Juniors 0:3 José Basualdo, Martín Palermo, Guillermo Barros Schelotto                                                                            |
| 11 października 1998 | River Plate – Ferro Carril Oeste 4:1 Santiago Solari (2), Juan Antonio Pizzi, Cristian Gastón Castillo – Martín Roberto Mandra                                   |
| 11 października 1998 | Estudiantes La Plata – Unión Santa Fe 1:1 Ariel José Donnet – Rodolfo Esteban Cardoso                                                                            |
| 11 października 1998 | San Lorenzo de Almagro – Club Atlético Lanús 1:1 Claudio Darío Biaggio – Gonzalo Luis Belloso                                                                    |
| 11 października 1998 | CA Platense – Gimnasia y Esgrima La Plata 0:1 Ariel Gustavo Pereyra                                                                                              |
| 11 października 1998 | Racing Club de Avellaneda – CA Huracán 2:1 Diego Latorre, Sergio Zanetti – Sixto Peralta                                                                         |
| 11 października 1998 | Newell’s Old Boys – Belgrano Córdoba 0:2 Hernán Esteban Medina, César Leonardo Torres                                                                            |
| 12 października 1998 | Argentinos Juniors – Rosario Central 3:0 Ricardo Javier Viveros, Sergio Orlando Plaza, Hugo Brizuela mecz rozegrany został na stadionie klubu Ferro Carril Oeste |

### Apertura 11
| Data                 | Mecz |
| -------------------- | --- |
| 16 października 1998 | CA Huracán – CA Platense 2:1 Andrés Silvera, Daniel Montenegro – José Chatruc |
| 17 października 1998 | Belgrano Córdoba – Racing Club de Avellaneda 3:2 Esteban Nicolás González, Hernán Esteban Medina, Claudio Marcelo Enría – Marcelo Delgado, Pedro Rafael Ojeda                                                              |
| 18 października 1998 | Gimnasia y Esgrima Jujuy – River Plate 2:2 Carlos Morales Santos, Pablo Gustavo Piro – Carlos Javier Netto (k), Javier Saviola                                                                                             |
| 18 października 1998 | Unión Santa Fe – San Lorenzo de Almagro 3:6 Oscar Luis Vera, Fernando Daniel Moner, Darío Gabriel Cabrol (k) – Federico Guillermo Lussenhoff, Iván Córdoba, Alberto Acosta, Néstor Gorosito (2, 2k), Eduardo Germán Coudet |
| 18 października 1998 | Club Atlético Lanús – Talleres Córdoba 1:4 Gonzalo Luis Belloso – Daniel Alberto Albornós, Rodrigo Daniel Astudillo, José Luis María Fernández, Diego Héctor Garay                                                         |
| 18 października 1998 | Independiente – Rosario Central 1:1 Óscar Sánchez (k) – Luis Darío Calvo |
| 18 października 1998 | Boca Juniors – Vélez Sarsfield 2:0 Martín Palermo (2, 1k) |
| 18 października 1998 | Gimnasia y Esgrima La Plata – CA Colón 4:2 Pedro Troglio, Facundo Sava (3) – Esteban Óscar Fuertes, Víctor Javier Müller                                                                                                   |
| 18 października 1998 | Newell’s Old Boys – Argentinos Juniors 0:0 |
| 19 października 1998 | Ferro Carril Oeste – Estudiantes La Plata 1:0 Hugo Romeo Guerra |

### Apertura 12
| Data                 | Mecz |
| -------------------- | --- |
| 23 października 1998 | San Lorenzo de Almagro – Ferro Carril Oeste 2:1 Alberto Acosta (2) – Martín Roberto Mandra                                       |
| 24 października 1998 | Talleres Córdoba – Unión Santa Fe 1:1 Cristian Miguel Pino – Darío Gabriel Cabrol (k)                                            |
| 24 października 1998 | Vélez Sarsfield – Gimnasia y Esgrima La Plata 0:1 Jorge Héctor San Esteban                                                       |
| 24 października 1998 | CA Colón – CA Huracán 2:0 Manuel Santos Aguilar, Esteban Óscar Fuertes                                                           |
| 25 października 1998 | River Plate – Boca Juniors 0:0                                                                                                   |
| 25 października 1998 | Estudiantes La Plata – Gimnasia y Esgrima Jujuy 1:1 Mauricio Hugo Piersimone – Diego Rubén Comelles                              |
| 25 października 1998 | Rosario Central – Club Atlético Lanús 2:0 Ricardo Vicente Canals, Walter Gaitán                                                  |
| 25 października 1998 | Argentinos Juniors – Independiente 1:1 Hugo Brizuela – Óscar Sánchez mecz rozegrany został na stadionie klubu Ferro Carril Oeste |
| 25 października 1998 | Racing Club de Avellaneda – Newell’s Old Boys 2:1 Pablo Andrés Michelini, Marcelo Delgado – Gastón Ricardo Liendo                |
| 26 października 1998 | CA Platense – Belgrano Córdoba 1:1 Walter Gastón Coyette – Marcelo Hugo Herrera                                                  |

### Apertura 13
| Data                 | Mecz |
| -------------------- | --- |
| 30 października 1998 | Club Atlético Lanús – Independiente 2:2 Martín Raúl Vilallonga (2) – Víctor Manuel López (2)                                                                      |
| 31 października 1998 | Gimnasia y Esgrima La Plata – River Plate 3:2 Jorge Héctor San Esteban, Fernando Nicolás Gatti, Mariano Messera – Juan Pablo Ángel, Javier Saviola                |
| 1 listopada 1998     | Boca Juniors – Estudiantes La Plata 3:0 Martín Palermo (k), Diego Cagna, Fernando Rodolfo Navas                                                                   |
| 1 listopada 1998     | Gimnasia y Esgrima Jujuy – San Lorenzo de Almagro 3:2 Fernando Casartelli, Diego Rubén Comelles, Mario Humberto Lobo – Néstor Gorosito (k), Alberto Acosta        |
| 1 listopada 1998     | Ferro Carril Oeste – Talleres Córdoba 3:0 Christian Raúl Chaparro (k), Martín Roberto Mandra, Sergio Esteban Rodríguez                                            |
| 1 listopada 1998     | Racing Club de Avellaneda – Argentinos Juniors 3:3 Marcelo Delgado (2, 1k), Diego Latorre – Ricardo Javier Viveros, Jorge Roberto Quinteros, Gerardo Ariel Solana |
| 1 listopada 1998     | CA Huracán – Vélez Sarsfield 1:1 Sixto Peralta – Lucas Martín Valdemarín                                                                                          |
| 1 listopada 1998     | Belgrano Córdoba – CA Colón 1:1 Luis Ernesto Sosa – Marcelo Saralegui                                                                                             |
| 1 listopada 1998     | Newell’s Old Boys – CA Platense 2:1 Julio César Saldaña (2) – Sergio Aníbal Mandrini                                                                              |
| 2 listopada 1998     | Unión Santa Fe – Rosario Central 2:4 Darío Alberto Gigena, Darío Gabriel Cabrol (k) – Walter Gaitán (2, 1k), David Charles Pérez, Rafael Nazareno Maceratesi      |

### Apertura 14
| Data             | Mecz |
| ---------------- | --- |
| 6 listopada 1998 | Independiente – Unión Santa Fe 0:1 Fernando Martín Pérezlindo                                                                                        |
| 7 listopada 1998 | Vélez Sarsfield – Belgrano Córdoba 1:2 Carlos Daniel Cordone – Luis Fabián Artime, Norberto Javier Testa                                             |
| 8 listopada 1998 | River Plate – CA Huracán 3:4 Santiago Solari, Juan Antonio Pizzi, Pablo Aimar – Daniel Montenegro (2), Ángel Gastón Casas, Gustavo Martín Chacoma    |
| 8 listopada 1998 | Estudiantes La Plata – Gimnasia y Esgrima La Plata 2:2 Pablo Javier Quatrocchi, Rodolfo Esteban Cardoso (k) – Mariano Messera, Gustavo Enrique Reggi |
| 8 listopada 1998 | San Lorenzo de Almagro – Boca Juniors 1:3 Néstor Gorosito (k) – Martín Palermo, Diego Cagna, Guillermo Barros Schelotto                              |
| 8 listopada 1998 | Rosario Central – Ferro Carril Oeste 0:1 Christian Raúl Chaparro (k)                                                                                 |
| 8 listopada 1998 | Argentinos Juniors – Club Atlético Lanús 0:1 Juan José Serrizuela (k) mecz rozegrany został na stadionie klubu Ferro Carril Oeste                    |
| 8 listopada 1998 | CA Platense – Racing Club de Avellaneda 2:2 Guillermo Hernán Santo, Alberto Javier Godoy – Claudio Fernando Úbeda, Rodolfo Ramón García              |
| 8 listopada 1998 | CA Colón – Newell’s Old Boys 2:1 Víctor Javier Müller, Marcelo Saralegui – Fernando Crosa                                                            |
| 9 listopada 1998 | Talleres Córdoba – Gimnasia y Esgrima Jujuy 1:2 Javier Alejandro Villarreal – Pedro Domingo Aguirrez, Carlos Morales Santos                          |

### Apertura 15
| Data              | Mecz |
| ----------------- | --- |
| 13 listopada 1998 | Racing Club de Avellaneda – CA Colón 3:1 Diego Raúl Capria, Diego Latorre, Rubén Óscar Capria – Esteban Óscar Fuertes                                                           |
| 14 listopada 1998 | Belgrano Córdoba – River Plate 0:1 Juan Antonio Pizzi |
| 15 listopada 1998 | CA Huracán – Estudiantes La Plata 2:2 Daniel Montenegro, Andrés Silvera – Martín Alejandro Fúriga, Rodolfo Esteban Cardoso (k)                                                  |
| 15 listopada 1998 | Gimnasia y Esgrima La Plata – San Lorenzo de Almagro 3:2 Andrés Roberto Yllana, Ariel Gustavo Pereyra (k), Gustavo Enrique Reggi – Adrián Norberto Coria, Claudio Darío Biaggio |
| 15 listopada 1998 | Boca Juniors – Talleres Córdoba 2:1 Guillermo Barros Schelotto, Martín Palermo – José Alfredo Zelaya                                                                            |
| 15 listopada 1998 | Gimnasia y Esgrima Jujuy – Rosario Central 0:0 |
| 15 listopada 1998 | Ferro Carril Oeste – Independiente 2:2 Martín Roberto Mandra, Hugo Romeo Guerra – Claudio Fernando Graf, Esteban Cambiasso                                                      |
| 15 listopada 1998 | CA Platense – Argentinos Juniors 1:0 Pablo Carlos Erbín |
| 15 listopada 1998 | Newell’s Old Boys – Vélez Sarsfield 1:0 Germán Real |
| 16 listopada 1998 | Unión Santa Fe – Club Atlético Lanús 2:3 Darío Alberto Gigena (2) – Cristian Osvaldo Álvarez, Gonzalo Luis Belloso, Martín Raúl Vilallonga                                      |

### Apertura 16
| Data              | Mecz |
| ----------------- | --- |
| 20 listopada 1998 | Vélez Sarsfield – Racing Club de Avellaneda 0:3 Diego Latorre, Ángel Alejandro Morales, Rubén Óscar Capria                                                                                   |
| 21 listopada 1998 | Rosario Central – Boca Juniors 2:3 Rafael Nazareno Maceratesi (2) – Martín Palermo (2, 1k), Diego Cagna                                                                                      |
| 22 listopada 1998 | River Plate – Newell’s Old Boys 2:0 Pablo Aimar, Santiago Solari |
| 22 listopada 1998 | San Lorenzo de Almagro – CA Huracán 2:0 Federico Guillermo Lussenhoff, Néstor Gorosito |
| 22 listopada 1998 | Talleres Córdoba – Gimnasia y Esgrima La Plata 2:1 Julián Edgardo Maidana, José Alfredo Zelaya – Gustavo Enrique Reggi                                                                       |
| 22 listopada 1998 | Independiente – Gimnasia y Esgrima Jujuy 0:0 |
| 22 listopada 1998 | Club Atlético Lanús – Ferro Carril Oeste 0:0 |
| 22 listopada 1998 | Argentinos Juniors – Unión Santa Fe 2:2 Jorge Roberto Quinteros, Hugo Brizuela (k) – Oscar Luis Vera, Fernando Martín Pérezlindo mecz rozegrany został na stadionie klubu Ferro Carril Oeste |
| 22 listopada 1998 | CA Colón – CA Platense 2:1 Víctor Javier Müller, Esteban Óscar Fuertes (k) – Walter Gastón Coyette                                                                                           |
| 23 listopada 1998 | Estudiantes La Plata – Belgrano Córdoba 2:0 Luciano Galletti, Ernesto Farías |

### Apertura 17
| Data              | Mecz |
| ----------------- | --- |
| 27 listopada 1998 | CA Platense – Vélez Sarsfield 3:5 Claudio Ariel Spontón (2), Pablo Carlos Erbín – Fernando Daniel Pandolfi (2), Christian Bassedas, Eduardo Rodrigo Domínguez, Rolando Zárate |
| 28 listopada 1998 | Belgrano Córdoba – San Lorenzo de Almagro 2:2 Hernán Esteban Medina, Luis Fabián Artime – Claudio Alejandro Rivadero, Bernardo Romeo                                          |
| 29 listopada 1998 | Racing Club de Avellaneda – River Plate 2:2 Rubén Óscar Capria, Pablo Marcelo Bezombe – Santiago Solari, Sebastián Rambert                                                    |
| 29 listopada 1998 | Newell’s Old Boys – Estudiantes La Plata 3:0 Pablo Horacio Guiñazú, Sebastián Pablo Cobelli, Matías Nicolás Gigli                                                             |
| 29 listopada 1998 | CA Huracán – Talleres Córdoba 2:5 Sixto Peralta (k), Mariano Ramón Toedtli – Cristian Miguel Pino (3), Diego Héctor Garay (2)                                                 |
| 29 listopada 1998 | Gimnasia y Esgrima La Plata – Rosario Central 1:1 Fernando Nicolás Gatti – Marcelo Carracedo                                                                                  |
| 29 listopada 1998 | Boca Juniors – Independiente 0:0 |
| 29 listopada 1998 | Gimnasia y Esgrima Jujuy – Club Atlético Lanús 0:1 Hugo Morales |
| 29 listopada 1998 | Ferro Carril Oeste – Unión Santa Fe 1:2 Ariel Alberto Giaccone – Orlando Ovidio Vera, Darío Alberto Gigena                                                                    |
| 30 listopada 1998 | CA Colón – Argentinos Juniors 2:3 Esteban Óscar Fuertes, Adrián Alberto Gorostidi – Jorge Roberto Quinteros (2), Diego Cocca                                                  |

### Apertura 18
| Data           | Mecz |
| -------------- | --- |
| 4 grudnia 1998 | River Plate – CA Platense 1:0 Marcelo Escudero |
| 4 grudnia 1998 | Independiente – Gimnasia y Esgrima La Plata 2:2 Víctor Manuel López, Óscar Sánchez (k) – Fernando Nicolás Gatti (2)                                |
| 5 grudnia 1998 | Talleres Córdoba – Belgrano Córdoba 1:0 Diego Héctor Garay                                                                                         |
| 5 grudnia 1998 | Rosario Central – CA Huracán 2:0 Marcelo Carracedo, Fernando Javier Pierucci                                                                       |
| 5 grudnia 1998 | Unión Santa Fe – Gimnasia y Esgrima Jujuy 1:3 Darío Gabriel Cabrol (k) – Daniel Alejandro Juárez, Marco Sandy, Gustavo Alberto Balvorín            |
| 5 grudnia 1998 | Estudiantes La Plata – Racing Club de Avellaneda 1:0 Ernesto Farías                                                                                |
| 6 grudnia 1998 | San Lorenzo de Almagro – Newell’s Old Boys 2:2 Bernardo Romeo, Federico Guillermo Lussenhoff – Sebastián Pablo Cobelli, Damián Manso               |
| 6 grudnia 1998 | Club Atlético Lanús – Boca Juniors 1:1 Gonzalo Luis Belloso – Antonio Daniel Barijho                                                               |
| 6 grudnia 1998 | Vélez Sarsfield – CA Colón 2:0 Christian Bassedas, Fernando Daniel Pandolfi                                                                        |
| 7 grudnia 1998 | Argentinos Juniors – Ferro Carril Oeste 1:1 Hugo Brizuela – Carlos Javier Mac Allister mecz rozegrany został na stadionie klubu Ferro Carril Oeste |

### Apertura 19
| Data            | Mecz |
| --------------- | --- |
| 11 grudnia 1998 | Belgrano Córdoba – Rosario Central 0:0 |
| 11 grudnia 1998 | CA Huracán – Independiente 1:1 Gustavo David Mhamed – Víctor Manuel López |
| 12 grudnia 1998 | CA Colón – River Plate 1:1 Roberto Monserrat – Damián Álvarez |
| 12 grudnia 1998 | Newell’s Old Boys – Talleres Córdoba 4:2 Julio César Saldaña, Sebastián Pablo Cobelli, Diego Sebastián Crosa, Germán Real – Diego Héctor Garay, Rodrigo Daniel Astudillo                                   |
| 13 grudnia 1998 | CA Platense – Estudiantes La Plata 3:2 Christian Bravo, José Chatruc, Pablo Carlos Erbín – Martín Alejandro Fúriga, Ernesto Farías                                                                         |
| 13 grudnia 1998 | Racing Club de Avellaneda – San Lorenzo de Almagro 3:2 Rubén Óscar Capria, Ángel Alejandro Morales, Marcelo Delgado – Bernardo Romeo, Diego Raúl Capria s                                                  |
| 13 grudnia 1998 | Boca Juniors – Unión Santa Fe 3:1 Martín Palermo (2, 1k), Rodolfo Arruabarrena – Germán Pablo Castillo |
| 13 grudnia 1998 | Gimnasia y Esgrima Jujuy – Ferro Carril Oeste 3:4 Gustavo Alberto Balvorín (k), Martín Mariano Boasso, Rubén Orlando Mencia – Hugo Romeo Guerra (2), Christian Raúl Chaparro (k), Sergio Esteban Rodríguez |
| 13 grudnia 1998 | Vélez Sarsfield – Argentinos Juniors 2:5 Fernando Daniel Pandolfi (k), Aníbal Roy González – Roberto Cartes, Hugo Brizuela (2), Jorge Roberto Quinteros (2)                                                |
| 14 grudnia 1998 | Gimnasia y Esgrima La Plata – Club Atlético Lanús 1:0 Ariel Gustavo Pereyra |

### Tabela końcowa Apertura 1998/1999
| Poz | Klub                        | Mecze | Zw | Rem | Por | Pkt | BrZd | BrStr |
| --- | --------------------------- | ----- | -- | --- | --- | --- | ---- | ----- |
| 1   | Boca Juniors                | 19    | 13 | 6   | 0   | 45  | 45   | 18    |
| 2   | Gimnasia y Esgrima La Plata | 19    | 10 | 6   | 3   | 36  | 31   | 23    |
| 3   | Racing Club de Avellaneda   | 19    | 9  | 6   | 4   | 33  | 39   | 29    |
| 4   | Club Atlético Lanús         | 19    | 8  | 6   | 5   | 30  | 20   | 20    |
| 5   | CA Colón                    | 19    | 7  | 5   | 7   | 26  | 28   | 27    |
| 6   | San Lorenzo de Almagro      | 19    | 6  | 7   | 6   | 25  | 40   | 35    |
| 7   | Argentinos Juniors          | 19    | 5  | 10  | 4   | 25  | 31   | 27    |
| 8   | Newell’s Old Boys           | 19    | 6  | 7   | 6   | 25  | 22   | 21    |
| 9   | Unión Santa Fe              | 19    | 6  | 7   | 6   | 25  | 32   | 34    |
| 10  | Rosario Central             | 19    | 6  | 7   | 6   | 25  | 26   | 28    |
| 11  | CA Vélez Sarsfield          | 19    | 6  | 6   | 7   | 24  | 26   | 26    |
| 12  | Estudiantes La Plata        | 19    | 6  | 6   | 7   | 24  | 22   | 23    |
| 13  | Talleres Córdoba            | 19    | 7  | 3   | 9   | 24  | 28   | 33    |
| 14  | Gimnasia y Esgrima Jujuy    | 19    | 4  | 10  | 5   | 22  | 31   | 30    |
| 15  | River Plate                 | 19    | 5  | 7   | 7   | 22  | 27   | 27    |
| 16  | Independiente               | 19    | 4  | 10  | 5   | 22  | 26   | 26    |
| 17  | Ferro Carril Oeste          | 19    | 5  | 5   | 9   | 20  | 24   | 31    |
| 18  | CA Huracán                  | 19    | 5  | 5   | 9   | 20  | 29   | 42    |
| 19  | Belgrano Córdoba            | 19    | 4  | 7   | 8   | 19  | 22   | 31    |
| 20  | Platense                    | 19    | 3  | 4   | 12  | 13  | 21   | 39    |

## Torneo Clausura 1998/1999

### Clausura 1
| Data         | Mecz |
| ------------ | --- |
| 5 marca 1999 | CA Platense – San Lorenzo de Almagro 1:2 Alberto Javier Godoy – Mirko Saric, Héctor Mario Núñez                                                           |
| 6 marca 1999 | Belgrano Córdoba – Independiente 3:3 Claudio Marcelo Enría, Luis Enrique Rueda, Luis Fernando – José Luis Calderón (2), Christian Gómez                   |
| 7 marca 1999 | Vélez Sarsfield – River Plate 0:1 Eduardo Berizzo |
| 7 marca 1999 | Newell’s Old Boys – Rosario Central 4:1 Fernando Crosa, Germán Real (2), Julio César Saldaña – Iván Moreno y Fabianesi                                    |
| 7 marca 1999 | CA Huracán – Club Atlético Lanús 0:2 Julián Kmet, Gonzalo Luis Belloso                                                                                    |
| 7 marca 1999 | Gimnasia y Esgrima La Plata – Unión Santa Fe 0:5 Germán Pablo Castillo (2), Silvio Fernando Mendoza, Norberto Antonio Fernández, Cristián Eduardo Domizzi |
| 7 marca 1999 | Boca Juniors – Ferro Carril Oeste 3:0 Martín Palermo (2), Guillermo Barros Schelotto                                                                      |
| 7 marca 1999 | Gimnasia y Esgrima Jujuy – Argentinos Juniors 0:2 Carlos Alberto Moreno, Roberto Cartes                                                                   |
| 8 marca 1999 | CA Colón – Estudiantes La Plata 1:0 Víctor Javier Müller                                                                                                  |
| 19 maja 1999 | Racing Club de Avellaneda – Talleres Córdoba 2:2 Javier Alejandro Lux, Diego Raúl Capria – Diego Héctor Garay (2)                                         |

### Clausura 2
| Data          | Mecz |
| ------------- | --- |
| 12 marca 1999 | Independiente – Newell’s Old Boys 1:1 Víctor Manuel López – Fernando Crosa                                                             |
| 13 marca 1999 | Gimnasia y Esgrima Jujuy – Boca Juniors 0:2 Martín Palermo, Guillermo Barros Schelotto                                                 |
| 14 marca 1999 | River Plate – Argentinos Juniors 2:0 Juan Pablo Ángel, Cristian Gastón Castillo                                                        |
| 14 marca 1999 | Estudiantes La Plata – Vélez Sarsfield 3:1 Carlos Alberto Yaqué (2), Alejandro David Peralta – Fernando Daniel Pandolfi                |
| 14 marca 1999 | San Lorenzo de Almagro – CA Colón 3:1 Bernardo Romeo (2), Raúl Enrique Estévez – Marcelo Saralegui                                     |
| 14 marca 1999 | Talleres Córdoba – CA Platense 3:2 Diego Héctor Garay, Nicolás Oliva, José Alfredo Zelaya – Alberto Javier Godoy, Marcelo Hugo Herrera |
| 14 marca 1999 | Rosario Central – Racing Club de Avellaneda 2:1 Ezequiel González, Darío Óscar Scotto (k) – Rubén Óscar Capria                         |
| 14 marca 1999 | Unión Santa Fe – CA Huracán 2:2 Darío Gabriel Cabrol (2, 2k) – Daniel Montenegro (2)                                                   |
| 14 marca 1999 | Ferro Carril Oeste – Gimnasia y Esgrima La Plata 0:1 Gustavo Enrique Reggi                                                             |
| 15 marca 1999 | Club Atlético Lanús – Belgrano Córdoba 2:0 Gonzalo Luis Belloso, Ezequiel Carboni                                                      |

### Clausura 3
| Data          | Mecz |
| ------------- | --- |
| 19 marca 1999 | Vélez Sarsfield – San Lorenzo de Almagro 1:1 Sebastián Ariel Méndez – Néstor Gorosito |
| 20 marca 1999 | Newell’s Old Boys – Club Atlético Lanús 3:2 Sebastián Pablo Cobelli (2), Germán Real – Gonzalo Luis Belloso, Cristián Gabriel De la Corte |
| 20 marca 1999 | CA Huracán – Ferro Carril Oeste 1:0 Andrés Silvera |
| 21 marca 1999 | River Plate – Estudiantes La Plata 1:0 Marcelo Escudero |
| 21 marca 1999 | Argentinos Juniors – Boca Juniors 0:3 Juan Román Riquelme (2), Guillermo Barros Schelotto mecz rozegrany został na stadionie klubu Vélez Sarsfield                                                                                                |
| 21 marca 1999 | CA Colón – Talleres Córdoba 2:0 Marcelo Jesús Goux, Esteban Óscar Fuertes |
| 21 marca 1999 | CA Platense – Rosario Central 1:1 Alberto Javier Godoy – Darío Óscar Scotto |
| 21 marca 1999 | Racing Club de Avellaneda – Independiente 0:2 José Luis Calderón, Christian Gómez |
| 21 marca 1999 | Belgrano Córdoba – Unión Santa Fe 1:0 Luis Fabián Artime (k) |
| 22 marca 1999 | Gimnasia y Esgrima La Plata – Gimnasia y Esgrima Jujuy 7:5 Facundo Sava (2, 1k), Mariano Messera (3), Sebastián Ariel Romero, Gustavo Enrique Reggi – Mario Humberto Lobo (2), Carlos Morales Santos, Alejandro González, Carmelo Daniel Ruscitto |

### Clausura 4
| Data          | Mecz |
| ------------- | --- |
| 26 marca 1999 | Rosario Central – CA Colón 0:3 Manuel Santos Aguilar, Esteban Óscar Fuertes, Marcelo Andrés Trimarchi                                |
| 26 marca 1999 | Independiente – CA Platense 2:1 José Luis Calderón (2) – Fabio Gabriel Lenguita                                                      |
| 27 marca 1999 | Talleres Córdoba – Vélez Sarsfield 1:1 Diego Héctor Garay – Patricio Alejandro Camps                                                 |
| 27 marca 1999 | Unión Santa Fe – Newell’s Old Boys 1:0 Daniel Noriega                                                                                |
| 28 marca 1999 | San Lorenzo de Almagro – River Plate 2:2 Bernardo Romeo, Claudio Darío Biaggio – Sergio Berti, Cristian Gastón Castillo              |
| 28 marca 1999 | Estudiantes La Plata – Argentinos Juniors 2:1 Carlos Alberto Yaqué (2) – Jorge Roberto Quinteros (k)                                 |
| 28 marca 1999 | Boca Juniors – Gimnasia y Esgrima La Plata 1:1 Juan Román Riquelme – Andrés Roberto Yllana                                           |
| 28 marca 1999 | Club Atlético Lanús – Racing Club de Avellaneda 1:0 José Luis Marzo                                                                  |
| 28 marca 1999 | Ferro Carril Oeste – Belgrano Córdoba 0:1 Luis Enrique Rueda                                                                         |
| 28 marca 1999 | Gimnasia y Esgrima Jujuy – CA Huracán 2:2 Mario Humberto Lobo, Gustavo Alberto Balvorín – Ángel Gastón Casas, Gustavo Martín Chacoma |

### Clausura 5
| Data            | Mecz |
| --------------- | --- |
| 30 marca 1999   | Vélez Sarsfield – Rosario Central 0:2 David Charles Pérez, Iván Moreno y Fabianesi                                                                                               |
| 30 marca 1999   | Racing Club de Avellaneda – Unión Santa Fe 4:2 Diego Latorre, Carlos Maximiliano Estévez, Pablo Marcelo Bezombe (2) – Fernando Martín Pérezlindo, Roberto Luis Trotta            |
| 30 marca 1999   | Newell’s Old Boys – Ferro Carril Oeste 0:0 |
| 31 marca 1999   | River Plate – Talleres Córdoba 3:0 Cristian Gastón Castillo (3) |
| 31 marca 1999   | CA Colón – Independiente 2:2 Rodolfo Gustavo Aquino, Fernando Gastón Córdoba – José Luis Calderón, Sebastián Diego Pena                                                          |
| 31 marca 1999   | CA Platense – Club Atlético Lanús 2:5 José Chatruc, Maximiliano Óscar Zanello – Gonzalo Luis Belloso (3), Martín Raúl Vilallonga (2, 1k)                                         |
| 31 marca 1999   | Belgrano Córdoba – Gimnasia y Esgrima Jujuy 1:4 Luis Ernesto Sosa – Pedro Domingo Aguirrez, Mario Humberto Lobo (3)                                                              |
| 1 kwietnia 1999 | Estudiantes La Plata – San Lorenzo de Almagro 0:2 Néstor Gorosito (2, 2k) |
| 1 kwietnia 1999 | CA Huracán – Boca Juniors 0:1 Juan Román Riquelme |
| 1 kwietnia 1999 | Argentinos Juniors – Gimnasia y Esgrima La Plata 2:1 Jorge Roberto Quinteros, Eduardo Bennett – Gustavo Enrique Reggi mecz rozegrany został na stadionie klubu Deportivo Español |

### Clausura 6
| Data            | Mecz |
| --------------- | --- |
| 2 kwietnia 1999 | Ferro Carril Oeste – Racing Club de Avellaneda 0:0                                                                                  |
| 3 kwietnia 1999 | Rosario Central – River Plate 3:1 Rafael Nazareno Maceratesi, Iván Moreno y Fabianesi, Darío Óscar Scotto – Carlos Javier Netto (k) |
| 4 kwietnia 1999 | San Lorenzo de Almagro – Argentinos Juniors 1:1 Bernardo Romeo – Jorge Roberto Quinteros                                            |
| 4 kwietnia 1999 | Boca Juniors – Belgrano Córdoba 1:0 Martín Palermo                                                                                  |
| 4 kwietnia 1999 | Gimnasia y Esgrima La Plata – CA Huracán 1:0 Mariano Messera                                                                        |
| 4 kwietnia 1999 | Independiente – Vélez Sarsfield 0:2 Fernando Daniel Pandolfi, José Luis Chilavert (k)                                               |
| 4 kwietnia 1999 | Club Atlético Lanús – CA Colón 2:1 Gonzalo Luis Belloso, Hugo Morales – Fernando Gastón Córdoba                                     |
| 4 kwietnia 1999 | Unión Santa Fe – CA Platense 3:1 Germán Pablo Castillo, Daniel Noriega, Silvio Fernando Mendoza – José Chatruc                      |
| 4 kwietnia 1999 | Gimnasia y Esgrima Jujuy – Newell’s Old Boys 0:1 Germán Real                                                                        |
| 5 kwietnia 1999 | Talleres Córdoba – Estudiantes La Plata 2:0 José Alfredo Zelaya, Osvaldo Francisco Canobbio                                         |

### Clausura 7
| Data             | Mecz |
| ---------------- | --- |
| 9 kwietnia 1999  | Racing Club de Avellaneda – Gimnasia y Esgrima Jujuy 2:0 Pedro Rafael Ojeda, Carlos Maximiliano Estévez                                                         |
| 10 kwietnia 1999 | Newell’s Old Boys – Boca Juniors 0:1 Martín Palermo |
| 11 kwietnia 1999 | River Plate – Independiente 2:1 Cristian Gastón Castillo, Leonardo Alfredo Ramos – Pablo Rotchen                                                                |
| 11 kwietnia 1999 | Estudiantes La Plata – Rosario Central 1:1 Bruno Giménez – Cristián Daniel Colusso                                                                              |
| 11 kwietnia 1999 | San Lorenzo de Almagro – Talleres Córdoba 1:0 Claudio Darío Biaggio                                                                                             |
| 11 kwietnia 1999 | Belgrano Córdoba – Gimnasia y Esgrima La Plata 3:1 Luis Fernando (k), Claudio Marcelo Enría, Luis Enrique Rueda – Sebastián Ariel Romero                        |
| 11 kwietnia 1999 | Argentinos Juniors – CA Huracán 1:2 Gerardo Ariel Solana – César Daniel Garipe, Gustavo David Mhamed mecz rozegrany został na stadionie klubu Deportivo Español |
| 11 kwietnia 1999 | Vélez Sarsfield – Club Atlético Lanús 3:2 Darío Fernando Husaín (2), Rodrigo Daniel Marangoni – Julián Kmet, José Luis Marzo                                    |
| 11 kwietnia 1999 | CA Colón – Unión Santa Fe 0:0 mecz przerwany w 62 minucie z powodu incydentów przyznano 0:0 dla Unión i 0:1 dla Colón                                           |
| 12 kwietnia 1999 | CA Platense – Ferro Carril Oeste 0:0 |

### Clausura 8
| Data             | Mecz |
| ---------------- | --- |
| 16 kwietnia 1999 | Independiente – Estudiantes La Plata 0:0 |
| 17 kwietnia 1999 | Rosario Central – San Lorenzo de Almagro 1:0 Iván Córdoba s |
| 18 kwietnia 1999 | Club Atlético Lanús – River Plate 1:1 Juan José Serrizuela (k) – Juan Pablo Ángel                                                                                             |
| 18 kwietnia 1999 | Talleres Córdoba – Argentinos Juniors 1:1 David Ignacio Díaz – Jorge Roberto Quinteros                                                                                        |
| 18 kwietnia 1999 | Boca Juniors – Racing Club de Avellaneda 4:0 Guillermo Barros Schelotto, Antonio Daniel Barijho (2), Diego Cagna                                                              |
| 18 kwietnia 1999 | CA Huracán – Belgrano Córdoba 0:3 César Leonardo Torres, Claudio Marcelo Enría, Luis Enrique Rueda                                                                            |
| 18 kwietnia 1999 | Unión Santa Fe – Vélez Sarsfield 1:0 Darío Gabriel Cabrol |
| 18 kwietnia 1999 | Ferro Carril Oeste – CA Colón 0:0 |
| 18 kwietnia 1999 | Gimnasia y Esgrima Jujuy – CA Platense 1:1 Mario Humberto Lobo – Cristián Gabriel Verón (k)                                                                                   |
| 19 kwietnia 1999 | Gimnasia y Esgrima La Plata – Newell’s Old Boys 3:2 Jorge Héctor San Esteban (k), Gustavo Enrique Reggi, Ariel Gustavo Pereyra – Sebastián Pablo Cobelli, Julio César Saldaña |

### Clausura 9
| Data             | Mecz |
| ---------------- | --- |
| 23 kwietnia 1999 | Vélez Sarsfield – Ferro Carril Oeste 0:0 |
| 24 kwietnia 1999 | CA Platense – Boca Juniors 0:2 Martín Palermo (k), Rodolfo Arruabarrena mecz rozegrany został na stadionie klubu Vélez Sarsfield                                    |
| 24 kwietnia 1999 | Newell’s Old Boys – CA Huracán 4:0 Sebastián Pablo Cobelli, Damián Manso, Germán Real, Daniel Fernando Fagiani (k)                                                  |
| 25 kwietnia 1999 | River Plate – Unión Santa Fe 1:0 Juan Pablo Ángel |
| 25 kwietnia 1999 | Estudiantes La Plata – Club Atlético Lanús 1:1 Pablo Javier Quatrocchi – Juan Fernández Di Alessio                                                                  |
| 25 kwietnia 1999 | San Lorenzo de Almagro – Independiente 3:0 Iván Córdoba, Néstor Gorosito, Eduardo Germán Coudet                                                                     |
| 25 kwietnia 1999 | Talleres Córdoba – Rosario Central 1:3 Rodrigo Daniel Astudillo – Arnaldo Enrique Quiroga, Fernando Javier Pierucci, Cristian Miguel Pino s                         |
| 25 kwietnia 1999 | Argentinos Juniors – Belgrano Córdoba 2:1 Jorge Roberto Quinteros (k), Pablo Sabbag – Luis Enrique Rueda mecz rozegrany został na stadionie klubu Deportivo Español |
| 5 maja 1999      | CA Colón – Gimnasia y Esgrima Jujuy 1:3 Víctor Javier Müller – Carlos Morales Santos, Martín Mauricio Astudillo, Mario Humberto Lobo                                |
| 24 maja 1999     | Racing Club de Avellaneda – Gimnasia y Esgrima La Plata 2:1 Diego Raúl Capria, Facundo Villalba – Favio Damián Fernández                                            |

### Clausura 10
| Data             | Mecz |
| ---------------- | --- |
| 27 kwietnia 1999 | Gimnasia y Esgrima Jujuy – Vélez Sarsfield 1:2 Carlos Enrique Garnier – Rolando Zárate (2)                                                  |
| 28 kwietnia 1999 | Ferro Carril Oeste – River Plate 2:2 Christian Raúl Chaparro, Martín Roberto Mandra – Damián Álvarez, Javier Saviola                        |
| 28 kwietnia 1999 | Unión Santa Fe – Estudiantes La Plata 1:4 Norberto Antonio Fernández – Fabricio Antonio Simone (2), Marcelo Fabián Romagnoli, Bruno Giménez |
| 28 kwietnia 1999 | Club Atlético Lanús – San Lorenzo de Almagro 1:2 Juan Fernández Di Alessio – Juan Carlos Barrionuevo s, Eduardo Germán Coudet               |
| 28 kwietnia 1999 | Independiente – Talleres Córdoba 3:2 José Luis Calderón (2), Esteban Cambiasso – Julián Edgardo Maidana, José Alfredo Zelaya                |
| 28 kwietnia 1999 | Rosario Central – Argentinos Juniors 0:0 |
| 28 kwietnia 1999 | Boca Juniors – CA Colón 1:1 Martín Palermo – Esteban Óscar Fuertes                                                                          |
| 28 kwietnia 1999 | Gimnasia y Esgrima La Plata – CA Platense 2:0 Jorge Héctor San Esteban (k), Gustavo Enrique Reggi                                           |
| 28 kwietnia 1999 | Belgrano Córdoba – Newell’s Old Boys 2:1 Norberto Javier Testa, Adrián Rodrigo Ávalos – Daniel Fernando Fagiani (k)                         |
| 29 kwietnia 1999 | CA Huracán – Racing Club de Avellaneda 1:2 Marcos Ignacio Barlatay – Pedro Rafael Ojeda, Javier Alejandro Lux                               |

### Clausura 11
| Data             | Mecz |
| ---------------- | --- |
| 30 kwietnia 1999 | San Lorenzo de Almagro – Unión Santa Fe 4:1 Eduardo Germán Coudet, Fernando Edgar Galetto, Néstor Gorosito, Bernardo Romeo – Norberto Antonio Fernández                                       |
| 2 maja 1999      | River Plate – Gimnasia y Esgrima Jujuy 8:0 Juan Pablo Ángel (2), Cristian Gastón Castillo (2), Leonardo Alfredo Ramos (k), Sebastián Rambert, Leonel Fernando Gancedo (2)                     |
| 2 maja 1999      | Estudiantes La Plata – Ferro Carril Oeste 1:2 Ernesto Farías – Christian Raúl Chaparro, Carlos Daniel Moya                                                                                    |
| 2 maja 1999      | Talleres Córdoba – Club Atlético Lanús 3:0 Rodrigo Daniel Astudillo, Nicolás Oliva (k), Cristian Miguel Pino                                                                                  |
| 2 maja 1999      | Rosario Central – Independiente 0:2 Mauricio Fabio Hanuch, Esteban Cambiasso |
| 2 maja 1999      | Vélez Sarsfield – Boca Juniors 0:3 Martín Palermo (2), Juan Román Riquelme |
| 2 maja 1999      | CA Colón – Gimnasia y Esgrima La Plata 2:2 Leandro Cufré s, Víctor Javier Müller – Mariano Messera (2)                                                                                        |
| 2 maja 1999      | CA Platense – CA Huracán 2:1 Walter Adrián Jiménez, Alberto Javier Godoy – Ángel Gastón Casas                                                                                                 |
| 3 maja 1999      | Argentinos Juniors – Newell’s Old Boys 1:4 Jorge Roberto Quinteros – Julio César Saldaña, Sebastián Pablo Cobelli (2), Germán Real mecz rozegrany został na stadionie klubu Deportivo Español |
| 9 czerwca 1999   | Racing Club de Avellaneda – Belgrano Córdoba 1:1 Facundo Villalba – Christian Enrique Ruffini                                                                                                 |

### Clausura 12
| Data            | Mecz |
| --------------- | --- |
| 7 maja 1999     | Independiente – Argentinos Juniors 1:0 José Luis Calderón                                                                    |
| 8 maja 1999     | Gimnasia y Esgrima La Plata – Vélez Sarsfield 3:1 Guillermo Sanguinetti, Pedro Troglio, Facundo Sava – Carlos Daniel Cordone |
| 8 maja 1999     | CA Huracán – CA Colón 0:3 Fernando Gastón Córdoba, Pablo Daniel Cantero, Esteban Óscar Fuertes                               |
| 9 maja 1999     | Boca Juniors – River Plate 2:1 Jorge Bermúdez, Martín Palermo – Carlos Javier Netto (k)                                      |
| 9 maja 1999     | Gimnasia y Esgrima Jujuy – Estudiantes La Plata 1:1 Carlos Morales Santos – Bruno Giménez                                    |
| 9 maja 1999     | Ferro Carril Oeste – San Lorenzo de Almagro 0:1 Bernardo Romeo                                                               |
| 9 maja 1999     | Unión Santa Fe – Talleres Córdoba 2:1 Darío Alberto Gigena, Daniel Noriega – Mario Eduardo Cuenca (k)                        |
| 9 maja 1999     | Club Atlético Lanús – Rosario Central 1:2 Hugo Morales – Iván Moreno y Fabianesi, David Charles Pérez                        |
| 10 maja 1999    | Belgrano Córdoba – CA Platense 0:0                                                                                           |
| 16 czerwca 1999 | Newell’s Old Boys – Racing Club de Avellaneda 1:2 Julio César Saldaña – Juan Manuel Zubeldía, Ángel Alejandro Morales        |

### Clausura 13
| Data         | Mecz |
| ------------ | --- |
| 14 maja 1999 | Vélez Sarsfield – CA Huracán 1:1 Fernando Daniel Pandolfi – Daniel Montenegro                                                             |
| 15 maja 1999 | Estudiantes La Plata – Boca Juniors 1:1 Bruno Giménez – Juan Román Riquelme                                                               |
| 16 maja 1999 | River Plate – Gimnasia y Esgrima La Plata 3:1 Nelson Cuevas, Juan Pablo Ángel, Leonel Fernando Gancedo – Favio Damián Fernández           |
| 16 maja 1999 | San Lorenzo de Almagro – Gimnasia y Esgrima Jujuy 2:3 Iván Córdoba, Horacio Andrés Ameli – Mario Humberto Lobo (2), Carlos Morales Santos |
| 16 maja 1999 | Talleres Córdoba – Ferro Carril Oeste 2:0 Rodrigo Daniel Astudillo, Roberto Martín Gorocito                                               |
| 16 maja 1999 | Independiente – Club Atlético Lanús 2:0 José Luis Calderón, Juan Carlos Ramírez                                                           |
| 16 maja 1999 | Argentinos Juniors – Racing Club de Avellaneda 1:0 Luis Federico Arcamone mecz rozegrany został na stadionie klubu Deportivo Español      |
| 16 maja 1999 | CA Colón – Belgrano Córdoba 2:1 Rodolfo Gustavo Aquino (k), Dante Rafael Unali – Luis Fabián Artime                                       |
| 16 maja 1999 | CA Platense – Newell’s Old Boys 0:3 Germán Real, Julio César Saldaña, Antonio Humberto Váttimos s                                         |
| 17 maja 1999 | Rosario Central – Unión Santa Fe 1:3 Maximiliano Pablo Cuberas (k) – Darío Alberto Gigena, Daniel Noriega, Darío Gabriel Cabrol (k)       |

### Clausura 14
| Data         | Mecz |
| ------------ | --- |
| 21 maja 1999 | Racing Club de Avellaneda – CA Platense 0:1 Pablo Carlos Erbín                                              |
| 22 maja 1999 | CA Huracán – River Plate 0:1 Guillermo Ariel Pereyra                                                        |
| 22 maja 1999 | Belgrano Córdoba – Vélez Sarsfield 2:1 Luis Fernando, Claudio Marcelo Enría – Fernando Daniel Pandolfi      |
| 23 maja 1999 | Gimnasia y Esgrima La Plata – Estudiantes La Plata 0:0                                                      |
| 23 maja 1999 | Boca Juniors – San Lorenzo de Almagro 3:0 Walter Samuel, Martín Palermo, Guillermo Barros Schelotto         |
| 23 maja 1999 | Gimnasia y Esgrima Jujuy – Talleres Córdoba 2:1 Marco Sandy, Mario Humberto Lobo – Mario Eduardo Cuenca (k) |
| 23 maja 1999 | Ferro Carril Oeste – Rosario Central 0:2 Ezequiel González, Arnaldo Enrique Quiroga                         |
| 23 maja 1999 | Unión Santa Fe – Independiente 2:1 Daniel Noriega, Fernando Daniel Moner – José Luis Calderón               |
| 23 maja 1999 | Club Atlético Lanús – Argentinos Juniors 0:0                                                                |
| 24 maja 1999 | Newell’s Old Boys – CA Colón 1:1 Germán Real – Rodolfo Gustavo Aquino                                       |

### Clausura 15
| Data         | Mecz |
| ------------ | --- |
| 28 maja 1999 | Vélez Sarsfield – Newell’s Old Boys 4:0 Darío Fernando Husaín (3), Eduardo Rodrigo Domínguez                                                                    |
| 29 maja 1999 | CA Colón – Racing Club de Avellaneda 4:1 Esteban Óscar Fuertes, Pablo Daniel Cantero, Manuel Santos Aguilar, Marcelo Andrés Trimarchi – Ángel Alejandro Morales |
| 30 maja 1999 | River Plate – Belgrano Córdoba 1:0 Marcelo Gallardo |
| 30 maja 1999 | Estudiantes La Plata – CA Huracán 1:1 Ernesto Farías – Sebastián Darío Morquio                                                                                  |
| 30 maja 1999 | San Lorenzo de Almagro – Gimnasia y Esgrima La Plata 3:2 Bernardo Romeo (3) – Favio Damián Fernández, Gustavo Enrique Dueña                                     |
| 30 maja 1999 | Talleres Córdoba – Boca Juniors 0:0 |
| 30 maja 1999 | Rosario Central – Gimnasia y Esgrima Jujuy 0:0 |
| 30 maja 1999 | Independiente – Ferro Carril Oeste 3:3 Daniel Óscar Garnero, Víctor Manuel López, Óscar Sánchez – Martín Roberto Mandra (2), Christian Raúl Chaparro            |
| 30 maja 1999 | Club Atlético Lanús – Unión Santa Fe 1:1 Julio Martín Valli s – Darío Alberto Gigena                                                                            |
| 30 maja 1999 | Argentinos Juniors – CA Platense 1:0 Jorge Roberto Quinteros mecz rozegrany został na stadionie klubu Vélez Sarsfield                                           |

### Clausura 16
| Data           | Mecz |
| -------------- | --- |
| 1 czerwca 1999 | Belgrano Córdoba – Estudiantes La Plata 0:0                                                                                               |
| 1 czerwca 1999 | CA Huracán – San Lorenzo de Almagro 1:1 Marcos Ignacio Barlatay – Bernardo Romeo mecz rozegrany został na stadionie klubu Vélez Sarsfield |
| 1 czerwca 1999 | Ferro Carril Oeste – Club Atlético Lanús 1:0 Martín Roberto Mandra                                                                        |
| 2 czerwca 1999 | Newell’s Old Boys – River Plate 3:1 Sebastián Pablo Cobelli, Julio César Saldaña, Daniel Fernando Fagiani (k) – Cristian Gastón Castillo  |
| 2 czerwca 1999 | Gimnasia y Esgrima La Plata – Talleres Córdoba 1:1 Facundo Sava – Nicolás Oliva                                                           |
| 2 czerwca 1999 | Boca Juniors – Rosario Central 1:0 Jorge Bermúdez                                                                                         |
| 2 czerwca 1999 | Gimnasia y Esgrima Jujuy – Independiente 3:1 Marco Sandy, Daniel Alejandro Juárez, Gustavo Alberto Balvorín – Francisco Gabriel Guerrero  |
| 2 czerwca 1999 | Unión Santa Fe – Argentinos Juniors 1:4 Daniel Noriega – Jorge Roberto Quinteros (2, 1k), Eduardo Bennett (2)                             |
| 2 czerwca 1999 | Racing Club de Avellaneda – Vélez Sarsfield 0:0                                                                                           |
| 2 czerwca 1999 | CA Platense – CA Colón 1:0 Walter Gastón Coyette                                                                                          |

### Clausura 17
| Data           | Mecz |
| -------------- | --- |
| 4 czerwca 1999 | San Lorenzo de Almagro – Belgrano Córdoba 0:0 |
| 5 czerwca 1999 | Talleres Córdoba – CA Huracán 2:2 Nicolás Oliva (2) – Ángel Gastón Casas, Sixto Peralta                                                                           |
| 5 czerwca 1999 | Club Atlético Lanús – Gimnasia y Esgrima Jujuy 1:2 Gonzalo Luis Belloso – Carlos Morales Santos (2)                                                               |
| 6 czerwca 1999 | River Plate – Racing Club de Avellaneda 2:3 Diego Placente, Juan Pablo Ángel – Carlos Maximiliano Estévez (2), Ángel Alejandro Morales                            |
| 6 czerwca 1999 | Estudiantes La Plata – Newell’s Old Boys 0:0 |
| 6 czerwca 1999 | Rosario Central – Gimnasia y Esgrima La Plata 2:0 Maximiliano Pablo Cuberas (k), Rafael Nazareno Maceratesi                                                       |
| 6 czerwca 1999 | Independiente – Boca Juniors 4:0 José Luis Calderón (3, 1k), Víctor Manuel López                                                                                  |
| 6 czerwca 1999 | Unión Santa Fe – Ferro Carril Oeste 0:0 |
| 6 czerwca 1999 | Vélez Sarsfield – CA Platense 1:1 Patricio Alejandro Camps – Antonio Humberto Váttimos                                                                            |
| 7 czerwca 1999 | Argentinos Juniors – CA Colón 2:2 Damián Gonzalo Facciuto, Eduardo Bennett – Esteban Óscar Fuertes (2) mecz rozegrany został na stadionie klubu Deportivo Español |

### Clausura 18
| Data            | Mecz |
| --------------- | --- |
| 11 czerwca 1999 | Racing Club de Avellaneda – Estudiantes La Plata 0:3 Roberto Martín Lanfranchi, Pablo Javier Quatrocchi (k), Leandro Guido Testa                |
| 12 czerwca 1999 | Newell’s Old Boys – San Lorenzo de Almagro 1:1 Fabricio Fuentes – Leandro Romagnoli                                                             |
| 12 czerwca 1999 | Gimnasia y Esgrima La Plata – Independiente 1:0 Sebastián Ariel Romero                                                                          |
| 12 czerwca 1999 | CA Colón – Vélez Sarsfield 1:1 Dante Rafael Unali – Aníbal Roy González                                                                         |
| 13 czerwca 1999 | CA Platense – River Plate 0:3 Javier Saviola (2), Cristian Gastón Castillo                                                                      |
| 13 czerwca 1999 | Belgrano Córdoba – Talleres Córdoba 0:0 |
| 13 czerwca 1999 | CA Huracán – Rosario Central 0:2 Rafael Nazareno Maceratesi, Iván Moreno y Fabianesi                                                            |
| 13 czerwca 1999 | Boca Juniors – Club Atlético Lanús 4:1 Juan Román Riquelme, Jorge Bermúdez, Martín Palermo (k), Antonio Daniel Barijho – Martín Raúl Vilallonga |
| 13 czerwca 1999 | Gimnasia y Esgrima Jujuy – Unión Santa Fe 0:2 Cristián Eduardo Domizzi, Darío Gabriel Cabrol (k)                                                |
| 13 czerwca 1999 | Ferro Carril Oeste – Argentinos Juniors 0:0 |

### Clausura 19
| Data            | Mecz |
| --------------- | --- |
| 18 czerwca 1999 | Rosario Central – Belgrano Córdoba 1:1 Ezequiel González – Luis Ernesto Sosa                                                                                    |
| 18 czerwca 1999 | Club Atlético Lanús – Gimnasia y Esgrima La Plata 0:0 |
| 18 czerwca 1999 | Argentinos Juniors – Vélez Sarsfield 1:2 Eduardo Bennett – Lucas Castromán, Patricio Alejandro Camps mecz rozegrany został na stadionie klubu Deportivo Español |
| 19 czerwca 1999 | Unión Santa Fe – Boca Juniors 2:2 Darío Gabriel Cabrol (2) – Antonio Daniel Barijho, Fabricio Coloccini                                                         |
| 20 czerwca 1999 | River Plate – CA Colón 1:1 Javier Saviola – Esteban Óscar Fuertes (k)                                                                                           |
| 20 czerwca 1999 | Estudiantes La Plata – CA Platense 0:2 Cristián Gabriel Verón (k), Walter Gastón Coyette                                                                        |
| 20 czerwca 1999 | San Lorenzo de Almagro – Racing Club de Avellaneda 4:0 Bernardo Romeo (3), Mirko Saric                                                                          |
| 20 czerwca 1999 | Independiente – CA Huracán 4:1 José Luis Calderón (3), Víctor Manuel López – Ángel Gastón Casas                                                                 |
| 20 czerwca 1999 | Ferro Carril Oeste – Gimnasia y Esgrima Jujuy 0:1 Diego Rubén Comelles                                                                                          |
| 21 czerwca 1999 | Talleres Córdoba – Newell’s Old Boys 1:1 Cristian Miguel Pino – Juan Pablo Vojvoda                                                                              |

### Tabela końcowa Clausura 1998/1999
| Poz | Klub                        | Mecze | Zw | Rem | Por | Pkt | BrZd | BrStr |
| --- | --------------------------- | ----- | -- | --- | --- | --- | ---- | ----- |
| 1   | Boca Juniors                | 19    | 13 | 5   | 1   | 44  | 35   | 11    |
| 2   | River Plate                 | 19    | 11 | 4   | 4   | 37  | 37   | 19    |
| 3   | San Lorenzo de Almagro      | 19    | 10 | 6   | 3   | 36  | 33   | 19    |
| 4   | Rosario Central             | 19    | 9  | 5   | 5   | 32  | 24   | 20    |
| 5   | Independiente               | 19    | 8  | 5   | 6   | 29  | 32   | 26    |
| 6   | Unión Santa Fe              | 19    | 8  | 5   | 6   | 29  | 29   | 27    |
| 7   | Newell’s Old Boys           | 19    | 7  | 6   | 6   | 27  | 30   | 22    |
| 8   | Gimnasia y Esgrima La Plata | 19    | 7  | 5   | 7   | 26  | 28   | 32    |
| 9   | Belgrano Córdoba            | 19    | 6  | 7   | 6   | 25  | 20   | 20    |
| 10  | Gimnasia y Esgrima Jujuy    | 19    | 7  | 4   | 8   | 25  | 28   | 37    |
| 11  | Argentinos Juniors          | 19    | 6  | 6   | 7   | 24  | 20   | 23    |
| 12  | CA Colón                    | 19    | 6  | 8   | 5   | 23* | 28   | 22    |
| 13  | CA Vélez Sarsfield          | 19    | 5  | 7   | 7   | 22  | 21   | 24    |
| 14  | Racing Club de Avellaneda   | 19    | 6  | 4   | 9   | 22  | 20   | 32    |
| 15  | Estudiantes La Plata        | 19    | 4  | 9   | 6   | 21  | 18   | 18    |
| 16  | Talleres Córdoba            | 19    | 4  | 8   | 7   | 20  | 23   | 26    |
| 17  | Club Atlético Lanús         | 19    | 5  | 5   | 9   | 20  | 23   | 28    |
| 18  | CA Platense                 | 19    | 4  | 5   | 10  | 17  | 16   | 30    |
| 19  | Ferro Carril Oeste          | 19    | 2  | 9   | 8   | 15  | 8    | 18    |
| 20  | CA Huracán                  | 19    | 2  | 6   | 11  | 12  | 15   | 35    |

- CA Colón – 3 punkty odjęte

### Tablica spadkowa na koniec turnieju Clausura 1998/1999
| Poz | Klub                        | 1996/97 pkt/m | 1997/98 pkt/m | 1998/99 pkt/m | Razem pkt/mecze | Średnia |
| --- | --------------------------- | ------------- | ------------- | ------------- | --------------- | ------- |
| 1   | River Plate                 | 87/38         | 74/38         | 59/38         | 220/114         | 1.929   |
| 2   | Boca Juniors                | 50/38         | 73/38         | 89/38         | 212/114         | 1.859   |
| 3   | Gimnasia y Esgrima La Plata | 50/38         | 69/38         | 62/38         | 181/114         | 1.587   |
| 4   | San Lorenzo de Almagro      | 57/38         | 62/38         | 61/38         | 180/114         | 1.578   |
| 5   | CA Vélez Sarsfield          | 55/38         | 78/38         | 46/38         | 179/114         | 1.570   |
| 6   | Independiente               | 71/38         | 56/38         | 51/38         | 178/114         | 1.561   |
| 7   | Club Atlético Lanús         | 61/38         | 65/38         | 50/38         | 176/114         | 1.543   |
| 8   | Rosario Central             | 49/38         | 57/38         | 57/38         | 161/114         | 1.412   |
| 9   | Argentinos Juniors          | 0/0           | 57/38         | 49/38         | 106/76          | 1.394   |
| 10  | Newell’s Old Boys           | 61/38         | 42/38         | 52/38         | 155/114         | 1.360   |
| 11  | Racing Club de Avellaneda   | 59/38         | 41/38         | 55/38         | 155/114         | 1.360   |
| 12  | CA Colón                    | 61/38         | 38/38         | 49/38         | 148/114         | 1.298   |
| 13  | Estudiantes La Plata        | 44/38         | 49/38         | 45/38         | 138/114         | 1.210   |
| 14  | Gimnasia y Esgrima Jujuy    | 39/38         | 52/38         | 47/38         | 138/114         | 1.210   |
| 15  | Talleres Córdoba            | 0/0           | 0/0           | 44/38         | 44/38           | 1.158   |
| 16  | Belgrano Córdoba            | 0/0           | 0/0           | 44/38         | 44/38           | 1.158   |
| 17  | Unión Santa Fe              | 44/38         | 33/38         | 54/38         | 131/114         | 1.149   |
| 18  | Ferro Carril Oeste          | 46/38         | 49/38         | 35/38         | 130/114         | 1.140   |
| 19  | CA Platense                 | 47/38         | 49/38         | 30/38         | 130/114         | 1.105   |
| 20  | CA Huracán                  | 38/38         | 27/38         | 32/38         | 97/114          | 0.850   |

## Sumaryczna tabela sezonu 1998/1999
| Poz | Klub                        | Mecze | Zw | Rem | Por | Pkt | BrZd | BrStr |
| --- | --------------------------- | ----- | -- | --- | --- | --- | ---- | ----- |
| 1   | Boca Juniors                | 38    | 26 | 11  | 1   | 89  | 80   | 29    |
| 2   | Gimnasia y Esgrima La Plata | 38    | 17 | 11  | 10  | 62  | 59   | 55    |
| 3   | San Lorenzo de Almagro      | 38    | 16 | 13  | 9   | 61  | 73   | 54    |
| 4   | River Plate                 | 38    | 16 | 11  | 11  | 59  | 64   | 46    |
| 5   | Rosario Central             | 38    | 15 | 12  | 11  | 57  | 50   | 48    |
| 6   | Racing Club de Avellaneda   | 38    | 15 | 10  | 13  | 55  | 59   | 61    |
| 7   | Unión Santa Fe              | 38    | 14 | 12  | 12  | 54  | 61   | 61    |
| 8   | Newell’s Old Boys           | 38    | 13 | 13  | 12  | 52  | 52   | 43    |
| 9   | Independiente               | 38    | 12 | 15  | 11  | 51  | 58   | 52    |
| 10  | Club Atlético Lanús         | 38    | 13 | 11  | 14  | 50  | 43   | 48    |
| 11  | CA Colón                    | 38    | 13 | 13  | 12  | 49* | 56   | 49    |
| 12  | Argentinos Juniors          | 38    | 11 | 16  | 11  | 49  | 51   | 50    |
| 13  | Gimnasia y Esgrima Jujuy    | 38    | 11 | 14  | 13  | 47  | 59   | 67    |
| 14  | CA Vélez Sarsfield          | 38    | 11 | 13  | 14  | 46  | 47   | 50    |
| 15  | Estudiantes La Plata        | 38    | 10 | 15  | 13  | 45  | 40   | 41    |
| 16  | Talleres Córdoba            | 38    | 11 | 11  | 16  | 44  | 51   | 59    |
| 17  | Belgrano Córdoba            | 38    | 10 | 14  | 14  | 44  | 42   | 51    |
| 18  | Ferro Carril Oeste          | 38    | 7  | 14  | 17  | 35  | 32   | 49    |
| 19  | CA Huracán                  | 38    | 7  | 11  | 20  | 32  | 44   | 77    |
| 20  | CA Platense                 | 38    | 7  | 9   | 22  | 30  | 37   | 69    |

- CA Colón – odjęte 3 punkty

### Kwalifikacje do pucharów międzynarodowych
Do Copa Libertadores kwalifikowali się mistrzowie turniejów Apertura i Clausura. Ponieważ w tym sezonie oba turnieje wygrał jeden klub – Boca Juniors, wolne było jedno miejsce, o które bój stoczyli wicemistrz turnieju Apertura (Gimnasia y Esgrima La Plata) oraz wicemistrz turnieju Clausura (River Plate).
| Data            | Mecz                                          |
| --------------- | --------------------------------------------- |
| 24 czerwca 1999 | Gimnasia y Esgrima La Plata – River Plate 2:3 |

Kluby San Lorenzo de Almagro oraz Rosario Central zakwalifikowały się jako dwie pozostałe najlepsze drużyny w turnieju Clausura. W przypadku, gdyby w tym sezonie w turnieju Clausura wicemistrz turnieju Apertura, czyli Gimnasia y Esgrima La Plata, zajął miejsce w pierwszej czwórce, automatycznie zakwalifikowałby się do Copa Libertadores i powyższy baraż nie byłby konieczny.
- Copa Libertadores 2000 (4 drużyny): Boca Juniors, River Plate, San Lorenzo de Almagro, Rosario Central.
- Copa Mercosur 1999 (6 drużyn): River Plate, Racing, Independiente, Vélez Sarsfield, San Lorenzo de Almagro, Boca Juniors